# Gymnosoma brevicorne
Gymnosoma brevicorne là một loài ruồi trong họ Tachinidae.